# Лахти
Ла́хти (фин. Lahti — «залив», швед. Lahtis) — город и коммуна в Финляндии, административный центр провинции Пяйят-Хяме губернии Южная Финляндия. Располагается на берегу залива в южной части озера Весиярви, входящего в систему озёр Пяйянне. Население 120 700 человек (2023).

## История

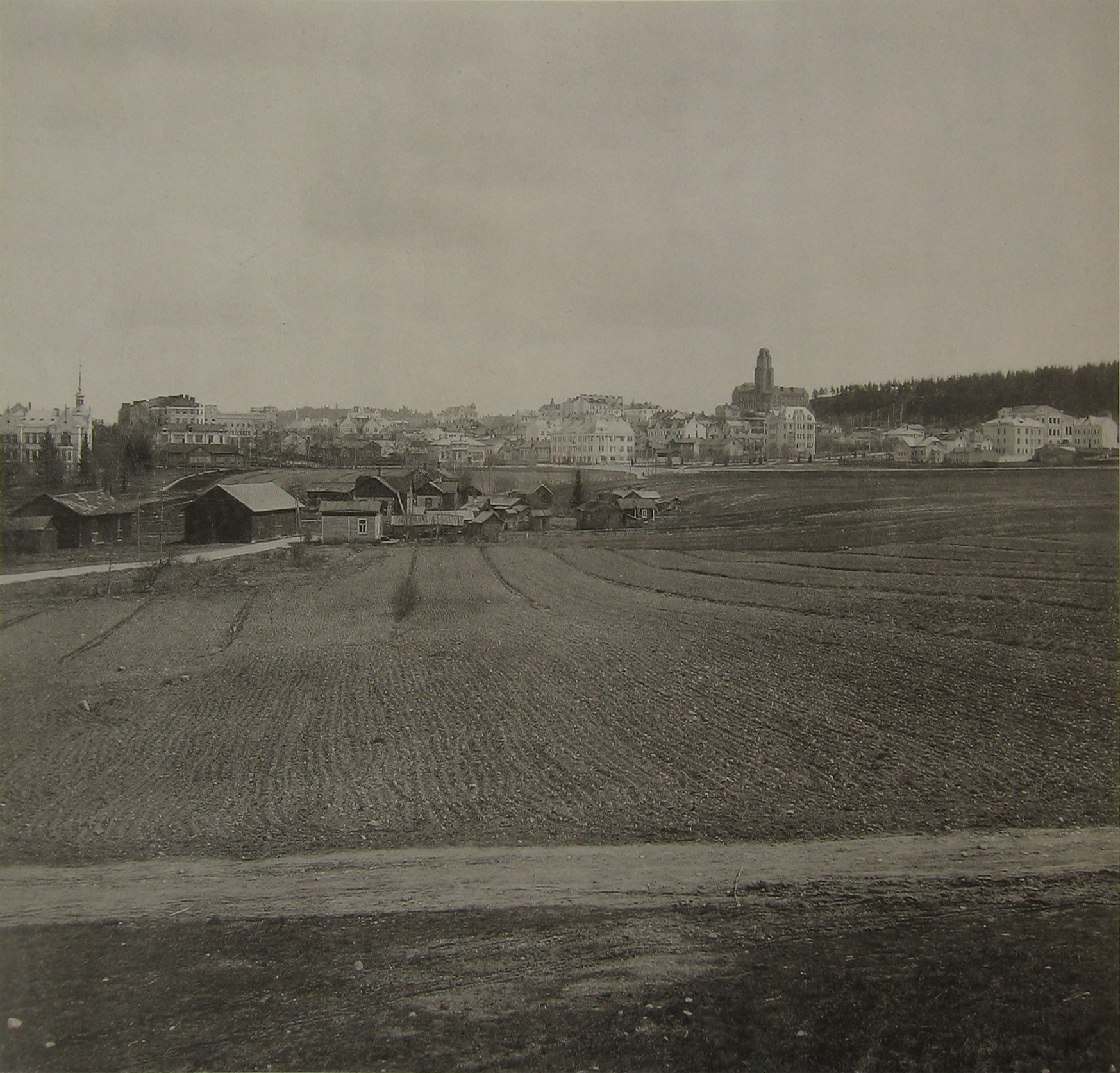
Лахти в 1913 году, вид от озера Весиярви. Здание со шпилем слева — Исторический музей города, справа возвышается городская ратуша.

Впервые Лахти упоминается в документах 1445 года, как деревня волости Холлола. Располагалась на торговом пути того времени — Верхней выборгской дороге (фин. Ylinen Viipurintie), связывавшей Хямеэнлинну и Выборг. В поземельной книге Хяме от 1558 года упоминается, что в деревне Лахти 24 дома.
Статус города Лахти получил в 1905 году, когда в городе было менее трёх тысяч жителей.
В исторической части города под названием Мется-Хеннала (фин. Metsä-Hennala) располагается русская часовня, сохранившаяся со времен основания города и построенная 1910—1912 годах в период строительства военного гарнизона Хеннала для базирования Императорских конных полков русской армии. Сохранился погост и могила русского офицера Н. Г. Пушкарёва, 1914 год. Данные часовни были утеряны в связи с событиями русских революций 1917 года (февральской и октябрьской) и финской гражданской войны 1918 года, которая в наибольшей степени затронула Южную Финляндию, в том числе и город Лахти.

## География

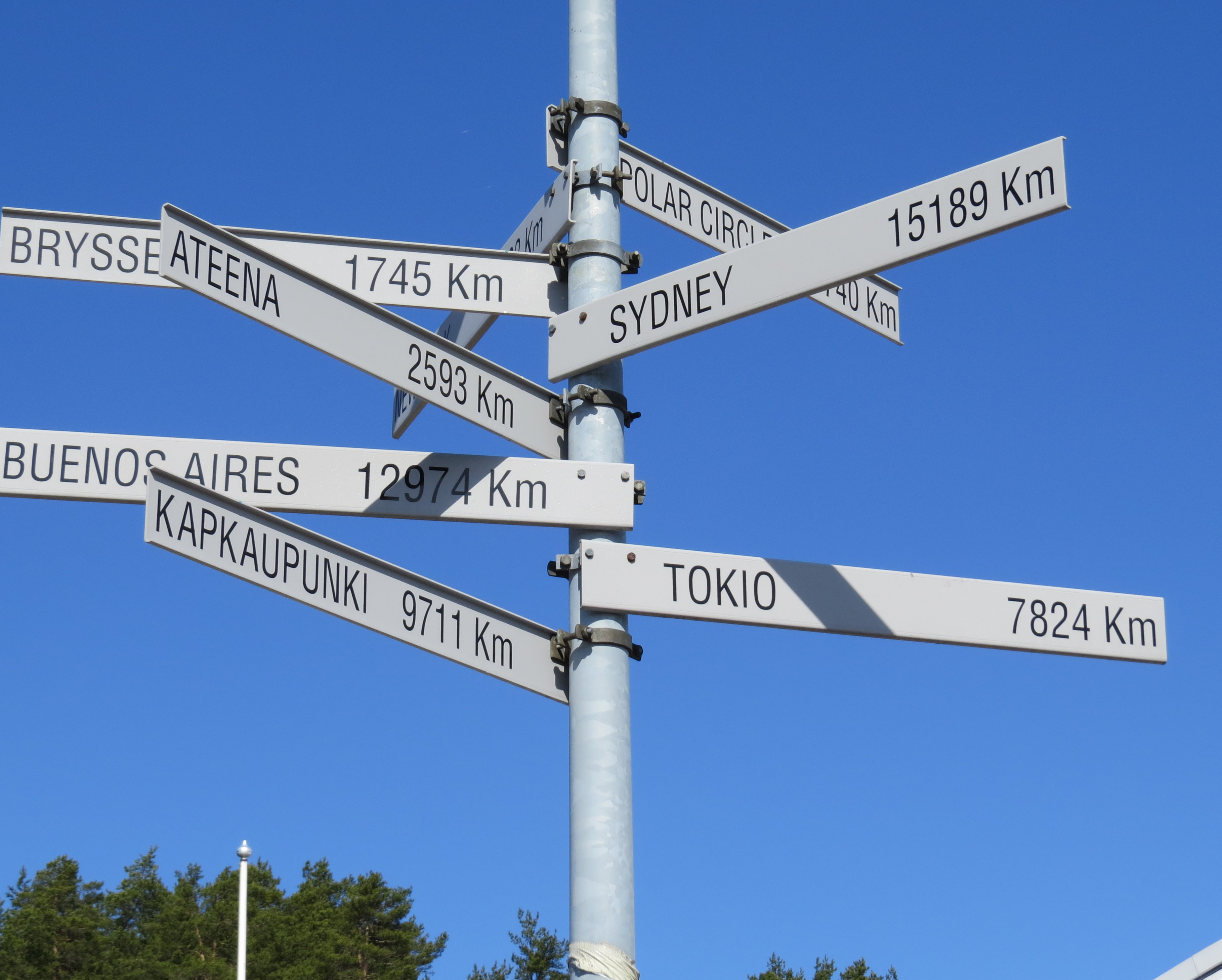

Климат Лахти умеренно континентальный с сильным морским влиянием. Зимы длинные и холодные (но для своей широты мягкие), со средней температурой от −5 до −8 °C, лето же короткое, но весьма тёплое — 16-19 °C. Рекордные значения достигают −38 °C в зимний период и 35 °C в летний.

## Население
Город находится на восьмом месте по численности населения в Финляндии.
По состоянию на 30 июня 2019 года население Лахти составляло 120 078 человек, что делает его восьмым по численности населения городом Финляндии.
| 1906 | 2779   | 1965 | 79 829\| |
| 1910 | 5996   | 1970 | 88 393   |
| 1915 | 4974   | 1975 | 94 862   |
| 1920 | 5212   | 1980 | 94 767   |
| 1925 | 8315   | 1985 | 94 447   |
| 1930 | 10 083 | 1990 | 93 151   |
| 1935 | 21 167 | 1995 | 95 119   |
| 1940 | 24 757 | 2000 | 96 921   |
| 1945 | 33 725 | 2005 | 98 349   |
| 1950 | 43 571 | 2006 | 98 413   |
| 1955 | 48 112 | 2007 | 99 236   |
| 1960 | 65 210 | 2008 | 100 095  |

## Промышленность и экономика
Промышленность: деревообрабатывающая, текстильная, обувная, стекольная, пищевая. Кроме того, в городе Лахти находится завод сварочного оборудования, выпускаемого под маркой Kemppi. Действует завод концерна Pilkington.

## Культура
В Лахти ежегодно проходят международные фестивали органной и джазовой музыки, выставки плакатов, семинары поэтов и писателей. В июле уже на протяжении нескольких лет проходит городской фестиваль «Lahden Yöt Архивная копия от 9 ноября 2016 на Wayback Machine» («Ночи Лахти»).
C 2003 года в городе проходит фестиваль хип-хоп- и регги- музыки Summer Up, собирающий несколько десятков тысяч посетителей.
Широко известен, в том числе и за границей, «Симфонический оркестр Лахти» под управлением дирижёра Осмо Вянскя.

### Музыкальные группы
Entwine (с англ. — «Сплетение») — финская рок-группа из Лахти, играющая готик-метал.
Etelärinteen Pojat (Парни с южного склона) — финская джаз-группа из Лахти.
Korpiklaani («Лесной клан», от фин. korpi — «глухой лес», «дремучий лес» и klaani — «клан») — финская фолк-метал-группа.

### Sibeliustalo
В Лахти расположен самый крупный в Северной Европе концертный зал и конгресс-холл из дерева — Зал Сибелиуса (фин. Sibeliustalo, арх. Раймо Рясанен). Там регулярно играет городской симфонический оркестр Лахти (фин. Sinfonia Lahti). В октябре 2006 года там прошёл неформальный саммит Россия-ЕС.

### Музеи

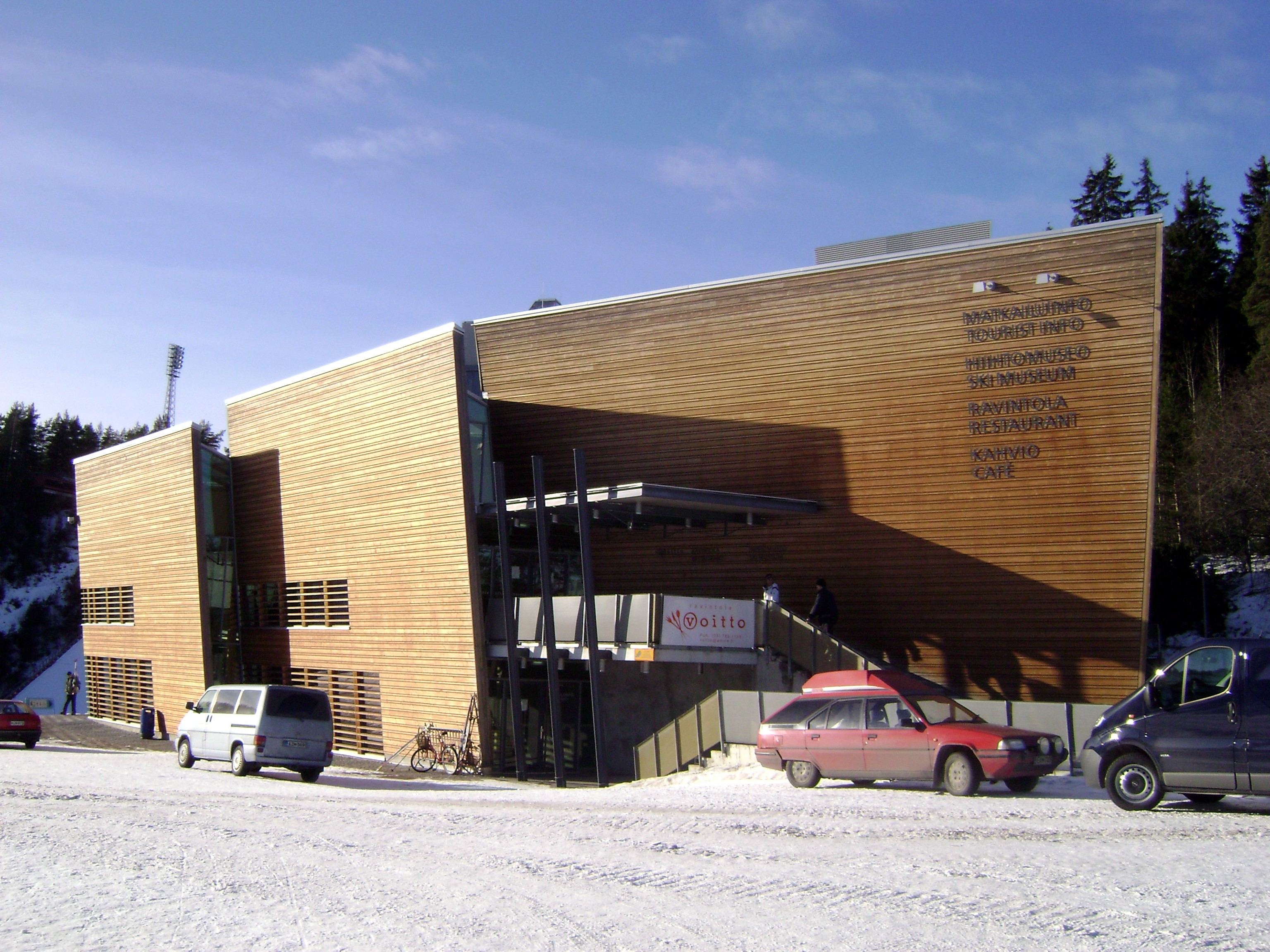
Лыжный музей

- Городской исторический музей (фин. Lahden historiallinen museo).
- Художественный музей Лахти (фин. Lahden taidemuseo). Совместно с ним работает Музей плаката (фин. Julistemuseo), где раз в два года проходит Международная биеннале плаката.
- Лыжный музей (фин. Hiihtomuseo).
- Музей радио и телевидения (фин. Radio- ja tv-museo).
- Музеи военной музыки и военной медицины.

## Спорт

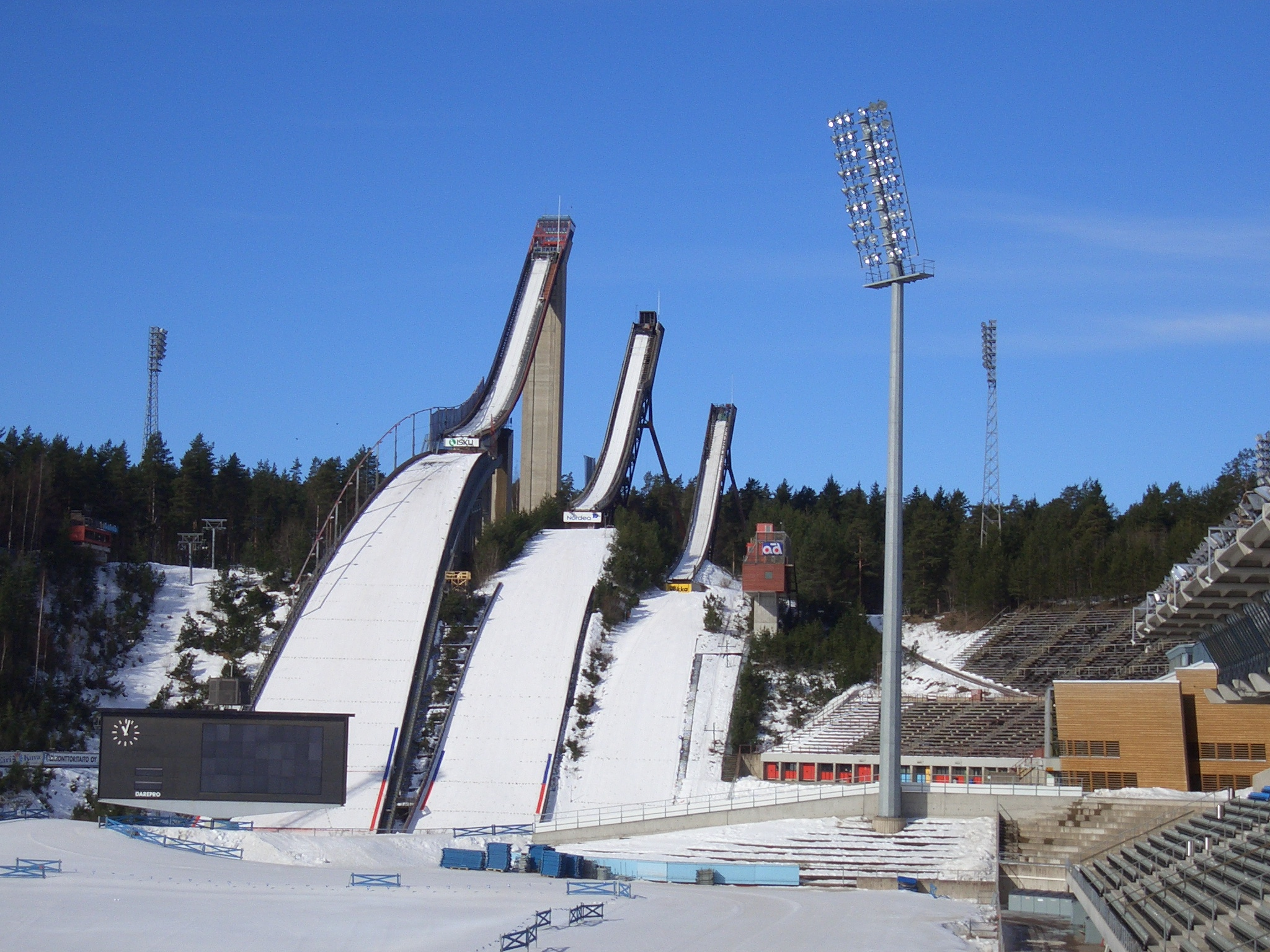
Лыжные трамплины в спортивном центре Лахти

Лахти известен в международном масштабе своим чемпионатом мира по лыжному спорту «Салпаусселян кисат» (фин. Salpausselan kisat, англ. Lahti Ski Games), который проводится начиная с 1923 года, а с 1926 года стал международным. Соревнования проводятся в начале марта. В 2010 году прошёл 85-й этап, в 2011 году — 86-й, а в марте 2012 года — 87-й.
Город трижды подавал заявку (вместе со шведским Оре) на организацию Зимних Олимпийских игр 1964, 1968 и 1972 годов, однако уступил Инсбруку, Греноблю и Саппоро соответственно.
Спортивный центр расположен недалеко от центра города. Здесь построены стадионы, бассейны и комплекс Трамплины Салпауссельки (фин. Salpausselän hyppyrimäet) из трёх лыжных трамплинов, ставший, после многочисленных международных соревнований, символом города. В Лахти неоднократно проходили международные чемпионаты по биатлону и лыжному спорту.

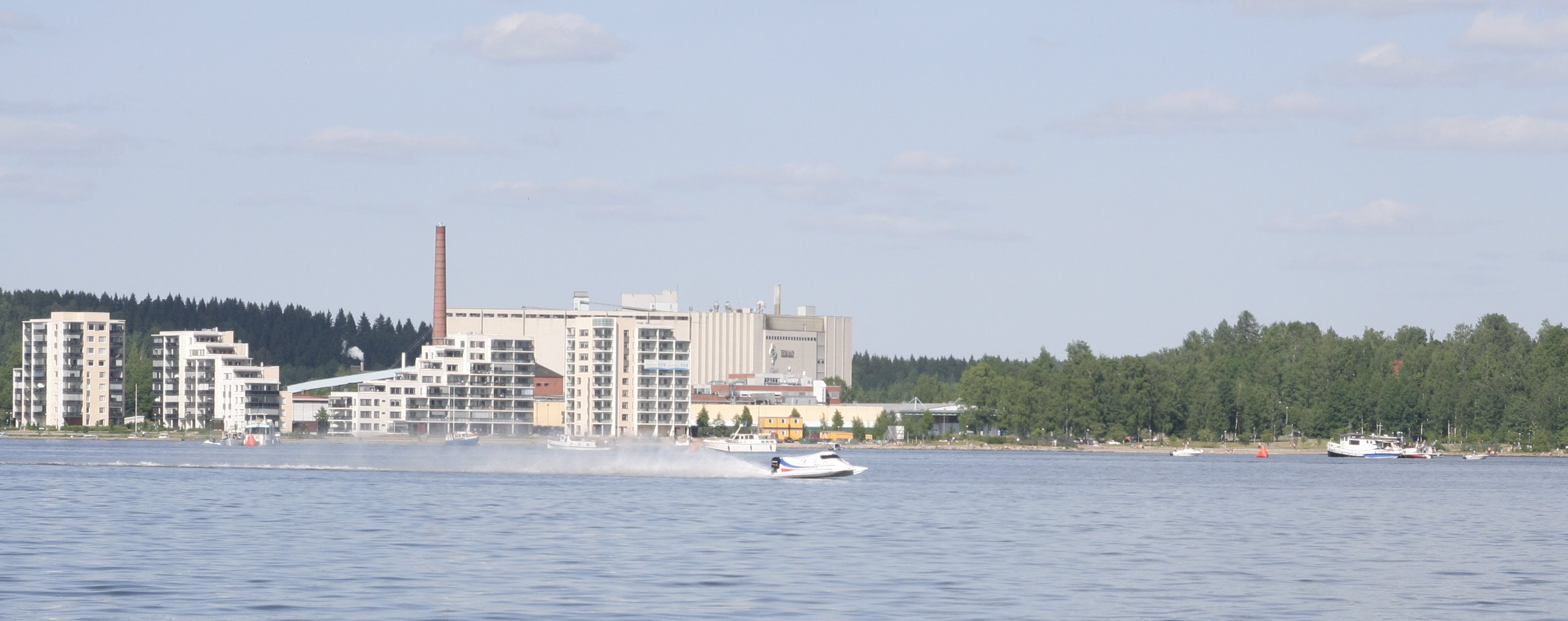
Болид водно-моторной «F1» на озере Весиярви, 7 июня 2008

В июне 2009 года в Лахти на озере Весиярви прошёл этап «Формулы-1» на воде.
В окрестностях города имеются также четыре площадки для игры в гольф.
В городе в 2001 году прошёл очередной чемпионат мира по хоккею с шайбой среди юниоров.
С 22 февраля — 5 марта 2017 года в Лахти уже в 7-й раз проходит чемпионат мира по лыжным видам спорта.

## Образование

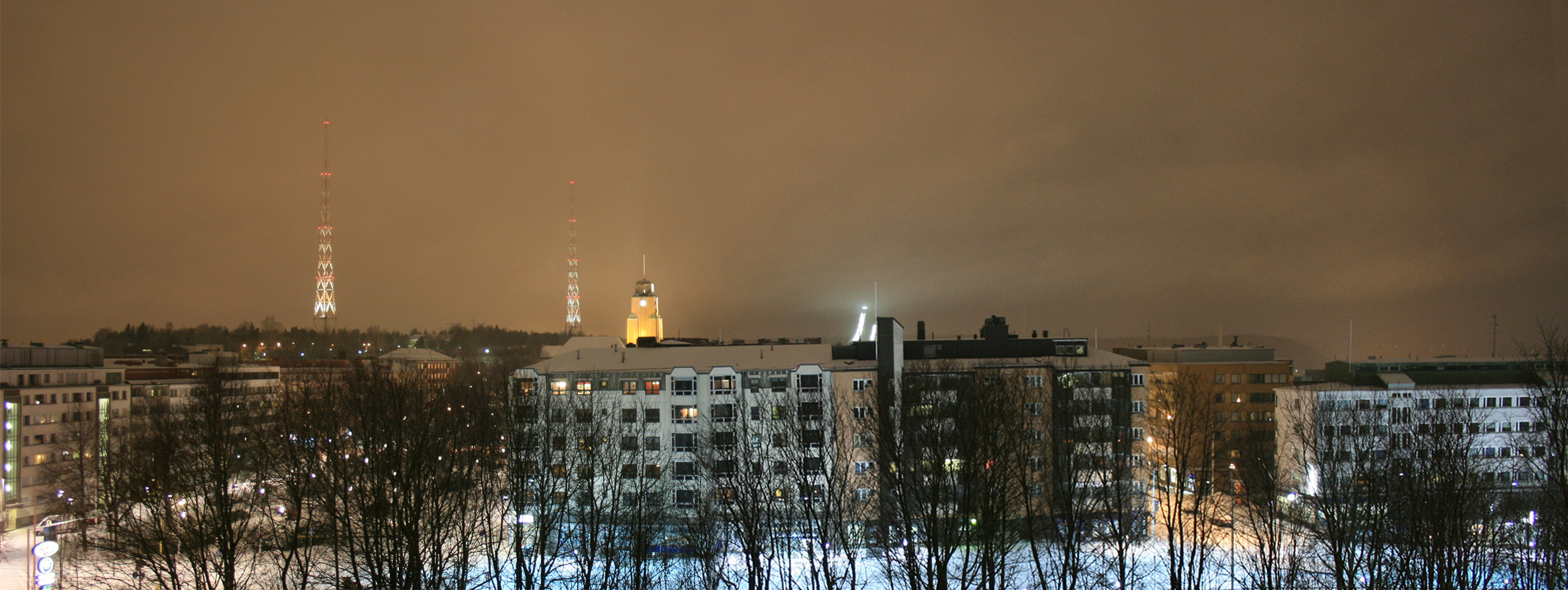
Вид на центр зимнего Лахти ночью

Университет прикладных наук Лахти LAMK (англ. Lahti University of Applied Sciences фин. Lahden ammattikorkeakoulu). Также, в городе присутствует интернациональный колледж (lukio) Lahden Lukio Gaudia.

## Транспорт

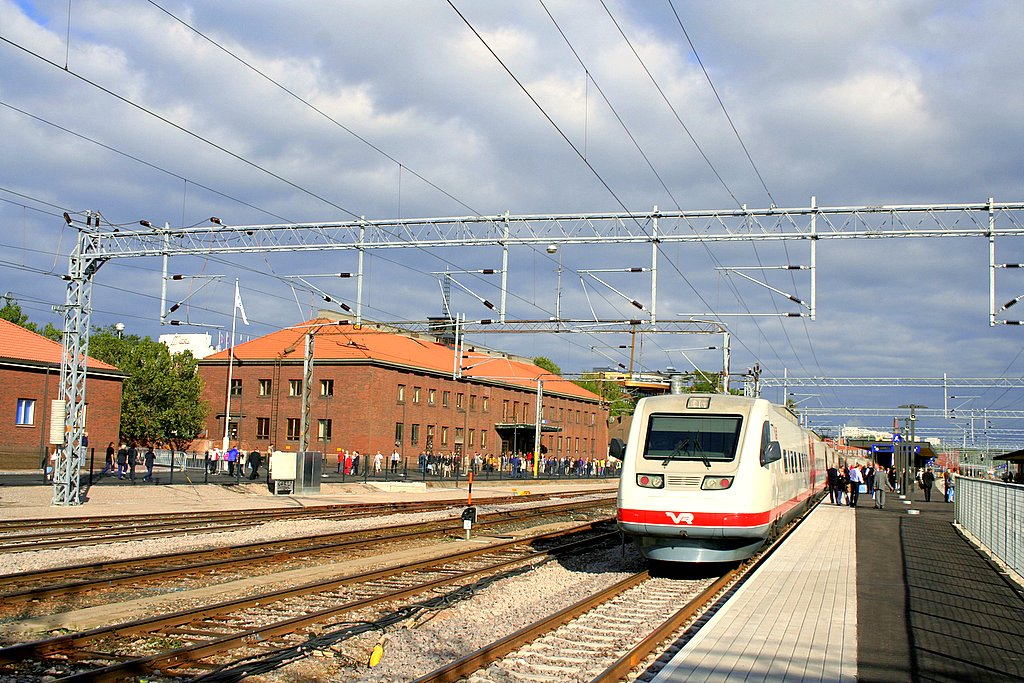

В центре города находится железнодорожный вокзал. Поезда ходят в трёх направлениях: Хельсинки через Кераву, Риихимяки, Коувола.
Железнодорожная ветка-спрямление (фин. oikorata) Лахти—Керава протяженностью 75 км была открыта 1 сентября 2006 года (движение началось с 3 сентября). Это современная двухпутная линия с тремя станциями.

## Связь

### Радиовещание
В городе находится радиостанция Voima, вещающая на всю провинцию Пяйят-Хяме.
(Пяйят-Хяме — 98,6 МГц, Кюменлааксо — 91,0 МГц, Западное Хяме (Ита-Хяме) — 94,9 МГц)

## Города-побратимы[22]
- Акюрейри (исл. Akureyri), Исландия (1947)
- Дэян (кит. упр. 德阳, пиньинь Déyáng), Китай (2000)
- Гармиш-Партенкирхен (нем. Garmisch-Partenkirchen), Германия (1987)
- Калуга, Россия (1994)
- Нарва (эст. Narva), Эстония (1994)
- Печ (венг. Pécs), Венгрия (1956)
- Раннерс (дат. Randers), Дания (1947)
- Зуль (нем. Suhl), Германия (1988)
- Вестерос (швед. Västerås), Швеция (1940)
- Запорожье (укр. Запоріжжя), Украина (1953)
- Олесунн (норв. Ålesund), Норвегия (1947)
- графство Вустершир (англ. Worcestershire), Англия (2000)
- Чикаго (англ. Chicago), США (1960)
- Уси (кит. упр. 无锡, пиньинь Wúxī) Китай (2011)